# Srikantabati
Srikantabati é uma vila no distrito de Murshidabad, no estado indiano de Bengala Ocidental.

## Demografia
Segundo o censo de 2001, Srikantabati tinha uma população de 9897 habitantes. Os indivíduos do sexo masculino constituem 51% da população e os do sexo feminino 49%. Srikantabati tem uma taxa de literacia de 54%, inferior à média nacional de 59,5%: a literacia no sexo masculino é de 60% e no sexo feminino é de 48%. Em Srikantabati, 16% da população está abaixo dos 6 anos de idade.